# Zhang Jiewen
Zhang Jiewen (en chino: 張潔雯; Cantón, 4 de enero de 1981) es una deportista china que compitió en bádminton, en la modalidad de dobles.
Participó en dos Juegos Olímpicos de Verano, obteniendo una medalla de oro en Atenas 2004, en la prueba de dobles (junto con Yang Wei), y el quinto lugar en Pekín 2008, en la misma prueba. Ganó cuatro medallas en el Campeonato Mundial de Bádminton entre los años 2001 y 2007.

## Palmarés internacional
| Juegos Olímpicos   | Juegos Olímpicos         | Juegos Olímpicos  | Juegos Olímpicos |
| Año                | Lugar                    | Medalla           | Prueba           |
| ------------------ | ------------------------ | ----------------- | ---------------- |
| 2004               | Atenas (Grecia)          | Medalla de oro    | Dobles           |
| Campeonato Mundial |                          |                   |                  |
| Año                | Lugar                    | Medalla           | Prueba           |
| 2001               | Sevilla (España)         | Medalla de plata  | Dobles           |
| 2005               | Anaheim (Estados Unidos) | Medalla de oro    | Dobles           |
| 2006               | Madrid (España)          | Medalla de bronce | Dobles           |
| 2007               | Kuala Lumpur (Malasia)   | Medalla de oro    | Dobles           |